# Eric Trump
Eric Frederick Trump (født 6. januar 1984) er en amerikansk forretningsmand, filantrop og tidligere reality-TV-personlighed. 
Han er det tredje barn af ejendomsudvikler og USAs tidligere præsident, Donald Trump, og dennes første hustru, den tjekkiske model Ivana Trump. 
Han arbejder sammen med sin bror Donald Trump Jr. som forvalter af The Trump Organization. Fra 2007 til 2016 grundlagde og administrerede han The Eric Trump Foundation, en velgørende organisation, som indsamlede penge for St. Jude Children's Research Hospital, som er en facilitet, der fokuserer på terminalt syge børn og kræftpatienter.